# Bali Gagandeep
Bali Gagandeep (sinh ngày 2 tháng 6 năm 1990) là một cầu thủ bóng đá người Ấn Độ thi đấu ở vị trí tiền đạo cho East Bengal ở I-League.

## Sự nghiệp
Gagandeep có màn ra mắt cho Salgaocar ngày 18 tháng 10 năm 2013 trước Mumabi tại Balewadi Sports Complex nơi anh được đá chính, thi đấu 51 phút và Salgaocar giành chiến thắng 3–1.

## Thống kê sự nghiệp
Tính đến 20 tháng 10 năm 2013
| Câu lạc bộ          | Mùa giải            | Giải vô địch        | Giải vô địch | Giải vô địch | Cúp Liên đoàn | Cúp Liên đoàn | Cúp Durand | Cúp Durand | AFC     | AFC       | Tổng    | Tổng      |
| Câu lạc bộ          | Mùa giải            | Hạng đấu            | Số trận      | Bàn thắng    | Số trận       | Bàn thắng     | Số trận    | Bàn thắng  | Số trận | Bàn thắng | Số trận | Bàn thắng |
| ------------------- | ------------------- | ------------------- | ------------ | ------------ | ------------- | ------------- | ---------- | ---------- | ------- | --------- | ------- | --------- |
| Salgaocar           | 2013–14             | I-League            | 2            | 0            | 0             | 0             | —          | —          | —       | —         | 2       | 0         |
| Tổng cộng sự nghiệp | Tổng cộng sự nghiệp | Tổng cộng sự nghiệp | 2            | 0            | 0             | 0             | 0          | 0          | 0       | 0         | 2       | 0         |